# Чудна девојка
Чудна девојка је југословенски филм из 1962. године. Режирао га је Јован Живановић, а сценарио су писали Југ Гризељ и Гроздана Олујић. Припада остварењима црног таласа.

## Радња
Деветнаестогодишња Миња, разочарана после афере са професором цртања, напушта провинцијски градић и живи у великом граду ниподаштавајући љубав. Наишавши на Ненада, она се мења под дејством његове и сопствене љубави.

## Улоге
| Глумац                   | Улога                           |
| ------------------------ | ------------------------------- |
| Шпела Розин              | Миња                            |
| Воја Мирић               | Ненад                           |
| Зоран Радмиловић         | Пеђа                            |
| Душанка Дуда Антонијевић |                                 |
| Димитрије Бугарчић       |                                 |
| Станко Буханац           | Рецепционер у студентском дому  |
| Бранимир Тори Јанковић   | Рајко                           |
| Љубиша Јоцић             |                                 |
| Слободан Јоксимовић      |                                 |
| Ратислав Јовић           |                                 |
| Драгош Калајић           | Боба                            |
| Слободанка Мирјанић      |                                 |
| Растко Тадић             |                                 |
| Драган Врачар            |                                 |
| Душан Вујисић            | Рођа                            |
| Павле Вуисић             | професор факултета              |
| Стеван Штукеља           | Студент код професора факултета |
| Боривоје Стојановић      | Милиционер                      |
| Дејан Илић               | Студент из унутрашњости         |

## Културно добро
Југословенска кинотека је, у складу са својим овлашћењима на основу Закона о културним добрима, 28. децембра 2016. године прогласила сто српских играних филмова (1911-1999) за културно добро од великог значаја. На тој листи се налази и филм "Чудна девојка".